# Jerzy Kreiner (astronom)
Jerzy Marek Kreiner (ur. 10 kwietnia 1940 w Kozach) – polski astronom, profesor nauk fizycznych. Twórca Obserwatorium Astronomicznego na Suhorze.

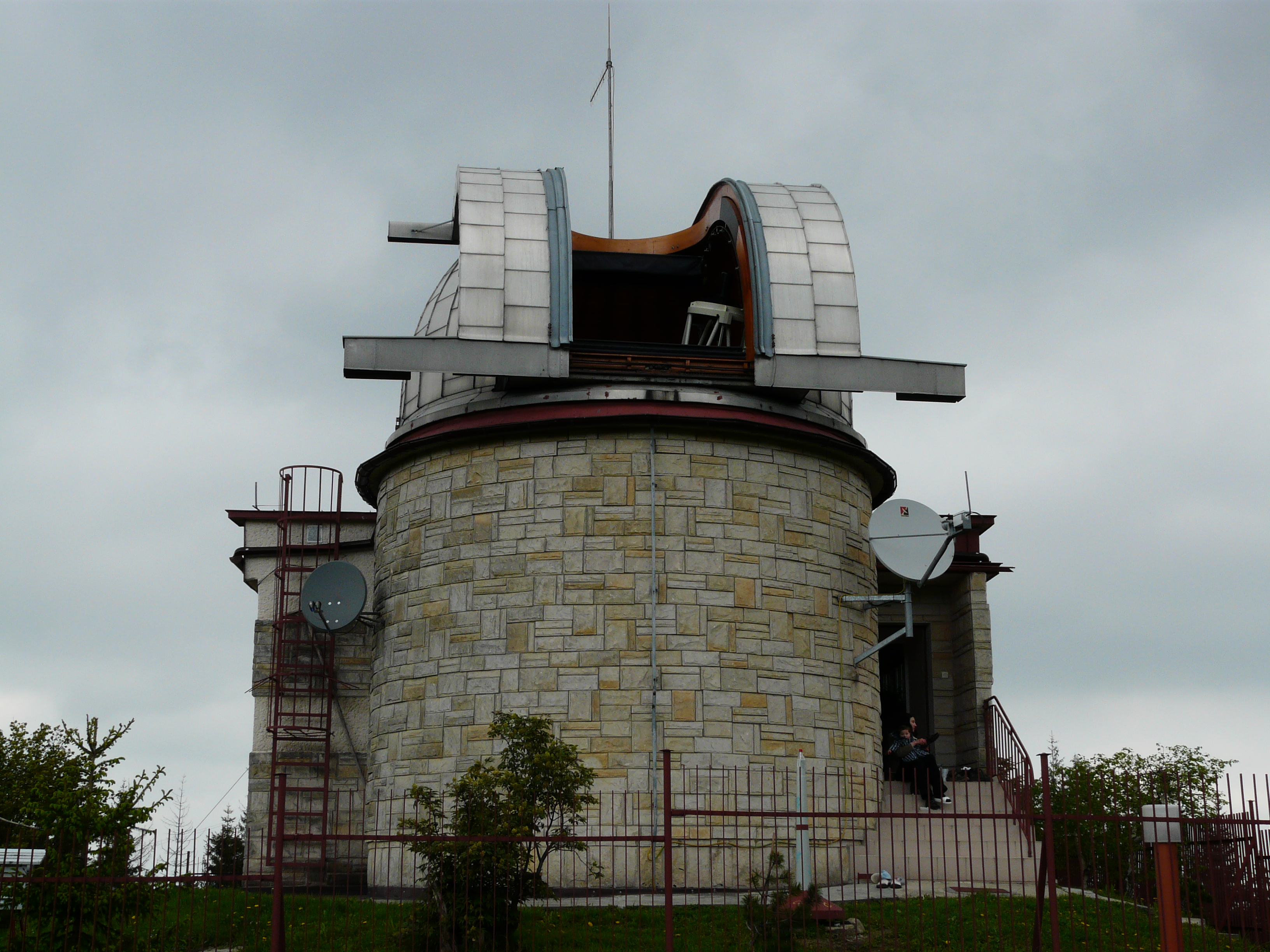
Obserwatorium Astronomiczne na Suhorze, którego twórcą jest Jerzy Kreiner. Przez otwartą kopułę widać fragment teleskopu 60 cm.

## Życiorys
Studia astronomiczne ukończył na Uniwersytecie Jagiellońskim w 1963. Doktorat obronił w 1970, a jego promotorem był doc. Kazimierz Kordylewski. Kreiner w okresie 1963–1976 pracował na UJ. Był opiekunem naukowym studenckiej ekspedycji na obserwacje całkowitego zaćmienia Słońca 30 czerwca 1973 do Afryki (algierska miejscowość In Guezzam na granicy z Nigrem). W 1976 przeniósł się na Uniwersytet Śląski, gdzie w latach 1980–1984 kierował Zakładem Astronomii. Od 1983 pracował w Instytucie Fizyki Wyższej Szkole Pedagogicznej im. KEN w Krakowie (później przemianowanej na Akademię Pedagogiczną, a potem na Uniwersytet Pedagogiczny). Pełnił funkcje: prodziekana Wydziału Matematyczno-Fizyczno-Technicznego (1983–1990), prorektora (1990–1996) oraz kierownika Katedry Astronomii (od 1990). Dzięki jego wysiłkom powstało Obserwatorium Astronomiczne na Suhorze wraz z teleskopem średnicy 60 cm, które było budowane od 24 lipca 1986 (wmurowanie aktu erekcyjnego) do 5 listopada 1987 (oficjalne oddanie do użytku). W 1990 uzyskał tytuł naukowy profesora. 
Jego zainteresowania naukowe koncentrowały się na badaniu zmian okresów układów podwójnych zaćmieniowych. Jest głównym autorem sześciotomowego dzieła An Atlas of O–C Diagrams of Eclipsing Binary Stars, w którym podsumował informacje o zmianach okresów układów zaćmieniowych zbierane przez wiele lat. Zaprezentowane tam dane są rozszerzane i całość dostępna jest on-line. Publikował artykuły związane z budową obserwatoriów astronomicznych w Polsce (w tym przedwojennych: na Lubomirze i Pop Iwanie), oraz poświęcone krakowskim astronomom: dr. hab. Kazimierzowi Kordylewskiemu, prof. Karolowi Koziełowi i prof. Tadeuszowi Banachiewiczowi.  
W latach 1995–1999 był prezesem Polskiego Towarzystwa Astronomicznego. Przewodniczący Komitetu Głównego Olimpiady Astronomicznej (1993–2013). Członek Komitetu Redakcyjnego czasopisma Fizyka w Szkole, Rady Głównej Szkolnictwa Wyższego VII kadencji (1996–2002; przewodniczący Sekcji Uczelni Pedagogicznych), Rady Fundacji Astronomii Polskiej im. Mikołaja Kopernika od dnia jej rejestracji w KRS, Komisji Astrofizyki oraz Komisji Historii Nauki Polskiej Akademii Umiejętności, Prezydium Komitetu Astronomii Polskiej Akademii Nauk (od 2005) oraz Międzynarodowej Unii Astronomicznej. W 2003 został przewodniczącym zespołu programowego Komitetu Odbudowy Obserwatorium Astronomicznego na Lubomirze.
Jest synem Jerzego Kreinera (badacza anatomii mózgu ssaków).

## Nagrody i wyróżnienia
- Odznaka Zasłużonego Działacza Ruchu Spółdzielczego (1979)[2],
- Srebrny (1980) i Złoty (1984) Krzyż Zasługi[2],
- Medal Komisji Edukacji Narodowej (1989)[2],
- Złota Odznaka za Zasługi dla Ziemi Krakowskiej (1990)[2],
- Krzyż Kawalerski Orderu Odrodzenia Polski (1996)[19],
- Złota Odznaka Polskiego Towarzystwa Miłośników Astronomii (2004)[2],
- Współautor podręczników Fizyka i astronomia dla każdego i Świat fizyki. Podręcznik dla szkół ponadgimnazjalnych. Zakres podstawowy, które zostały wyróżnione odpowiednio nagrodą EDUKACJA XXI w 2008[20] oraz przez PAU w 2013[21],
- Członek honorowy PTA od 2021[22].

## Wybrane publikacje
- Jerzy M. Kreiner, Obserwatorium Astronomiczne Uniwersytetu Jagiellońskiego, Kraków 1972.
- Jerzy M. Kreiner, Działalność naukowa Kazimierza Kordylewskiego w zakresie badań gwiazd zmiennych, „Urania” 1981 (8), s. 250–253, ISSN 0042-0794.
- Tadeusz Z. Dworak i Jerzy M. Kreiner, Tadeusz Banachiewicz – twórca krakowianów, Wrocław 1985, ISBN 83-04-02128-5.
- Jerzy M. Kreiner, Nowe obserwatorium astronomiczne w Gorcach, „Urania” nr 7/1988, str. 194–197, ISSN 0042-0794.
- Jerzy M. Kreiner, Astronomia z astrofizyką, Wydawnictwo Naukowe PWN 1988, ISBN 978-83-01-07646-7.
- Jerzy M. Kreiner, Dzieje Obserwatorium Meteorologiczno–Astronomicznego na Popie Iwanie, „Urania” 1989 (4), s. 98–108, ISSN 0042-0794.
- Jerzy M. Kreiner, Dzieje Obserwatorium Meteorologiczno-Astronomicznego na Popie Iwanie – post scriptum, „Urania” 1992 (2), s. 49–53, ISSN 0042-0794.
- Jerzy M. Kreiner, Suhora: obserwatorium astronomiczne, Kraków 1996, ISBN 83-86841-04-4.
- Jerzy M. Kreiner, Karol Kozieł (1910–1996), „Postępy Astronomii” 1996 (3), s. 134–136, ISSN 0032-5414.
- Tadeusz Z. Dworak i Jerzy M. Kreiner, Odległe planety w Układzie Słonecznym, Kraków 2000, ISBN 83-01-13164-0.
- Jerzy M. Kreiner, Chun-Hwey Kim i Il-Seong Nha, An Atlas of O–C Diagrams of Eclipsing Binary Stars, Kraków 2000–2001, tomy 1–6.
- Jerzy M. Kreiner, Chronokinematografy w obserwacjach zaćmień Słońca, [w:] A. Strzałkowski, E. Wyka (red.), Polscy twórcy aparatury naukowej, Kraków: Polska Akademia Umiejętności, 2006, s. 119–131, ISBN 978-83-60183-60-1.
- Małgorzata Godlewska, Marek Godlewski, Jerzy M. Kreiner, Maria Rozenbajgier, Ryszard Rozenbajgier, Barbara Sagnowska, Fizyka i astronomia dla każdego, ZamKor P. Sagnowski i Wspólnicy.
- Jerzy M. Kreiner, Ziemia i Wszechświat, Kraków 2009, ISBN 978-83-7271-513-5.
- Jerzy M. Kreiner, Górskie obserwatoria astronomiczne w przedwojennej Polsce: (historia i stan współczesny), „Prace Komisji Historii Nauki Polskiej Akademii Umiejętności” 2013 (12), s. 17–31.